# Lucero (banda)
Lucero é uma banda de country alternativo e cowpunk dos Estados Unidos, formada em 1988 na cidade de Memphis, Tennessee.

## Discografia
| Ano  | Título                           | Faixas | Gravadora               |
| 2000 | My Best Girl (vinil)             | My Best Girl Kiss the Bottle | Landmark Records        |
| 2000 | The Attic Tapes                  | Into Your Eyes Diamond State Heartbreak Hello Sadness Gone to the Sea Summer Song In Lonesome Times A Heart So True Took the Fall The Blue and the Gray | Soul is Cheap/Love Lost |
| 2001 | Lucero                           | Little Silver Heart My Best Girl Wandering Star A Dangerous Thing Drink 'Till We're Gone Raising Hell Banks of the Arkansas All Sewn Up Wasted Hold Fast Better Than This All These Love Songs No Roses No More It Gets the Worst at Night                                            | Madjack Records         |
| 2002 | Tennessee                        | Sweet Little Thing Slow Dancing Nights Like These Ain't So Lonely Old Sad Songs Chain Link Fence Fistful Of Tears The Last Song When You're Gone I'll Just Fall Here At The Starlite Darby's Song Into Your Eyes                                                                      | Madjack Records         |
| 2003 | That Much Further West           | That Much Further West Mine Tonight Sad And Lonely Across The River The Only One Hate And Jealousy Joining The Army Tonight Ain't Gonna Be Good Tears Don't Matter Much Coming Home When You Decided To Leave That Much Further West (demo)                                           | Tiger Style Records     |
| 2004 | Split w/ Loggia                  | Nobody's Darlin's | Soul is Cheap           |
| 2005 | Nobody's Darlings                | Watch It Burn Anjalee Bikeriders Sixteen Nobody's Darlings And We Fell California Noon As Dark As Midnight Hold Me Close Last Night In Town All The Same To Me The War | Liberty & Lament        |
| 2005 | Dreaming In America (ao vivo)    | Tonight Ain't Gonna Be Good Kiss the Bottle Sixteen Nights Like These And We Fell No Roses No More California Hearts on Fire Sweet Little Thing In Lonesome Times Hold Fast Tears Don't Matter Much Crystal Blue The War                                                              | Liberty & Lament        |
| 2006 | The Attic Tapes                  | Into Your Eyes Diamond State Heartbreak Hello Sadness Gone to the Sea Summer Song In Lonesome Times A Heart So True Took the Fall The Blue and the Gray Wish Me Luck (demo) Katherine and Me (demo) So Long Tonight (demo) My Best Girl (vinil) Kiss the Bottle (cover de Jawbreaker) | Liberty & Lament        |
| 2006 | Rebels, Rogues & Sworn Brothers  | What Else Would You Have Me Be? I Don't Wanna Be The One San Francisco I Can Get Us Out Of Here 1979 Cass The Mountain Sing Me No Hymns The Weight Of Guilt She's Just That Kinda Girl On The Way Back Home She Wakes When She Dreams                                                 | Liberty & Lament        |
| 2007 | Thick Syrup Records (compilação) | Ben Nichols of Lucero-Dog Day Night | Thick Syrup Records     |

## Videografia
| Título                          |
| Bright Stars on Lonesome Nights |
| Dreaming In America             |